# Abha Dawesar
Abha Dawesar (Nueva Delhi, 1 de enero de 1974) es una escritora india que escribe en inglés. Entre sus novelas se incluyen Babyji, Family Values, That Summer in Paris y Miniplanner. Ganó el Premio Literario Lambda de Ficción Lésbica y el Premio Stonewall.

## Trayectoria
Nació en Nueva Delhi en 1974, y se trasladó por estudios a Estados Unidos para asistir a la Universidad de Harvard, donde se graduó de Filosofía Política en 1995.
Entre sus novelas se incluyen Babyji, Family Values, That Summer in Paris y Miniplanner.  Antes de publicar segunda novela, Babyji (2005), Dawesar trabajaba en una empresa global de servicios financieros en Manhattan la cual dejó  para dedicarse a la escritura. En esa época colaboró en un programa enfocado a la ficción literaria de la Fundación para las Artes de Nueva York.
Dawesar ha participado en exhibiciones de fotografía, arte visual y video desde su etapa como estudiante en Harvard en espacios de arte neoyorquinos como Tatto This! (1999) o Purda en el tatro público Joseph Papp Public (2000) y en el Cultural Center (1999), y en San Francisco en Junglee Juice de la Asian American Theater Company (2001).
En 2010, participó en la escritura del guion de la película Love and the cities del director brasileño Rodrigo Bernardo. Desde 2013, Dawesar divulga en plataformas como TEDx sobre cuestiones relacionadas con la tecnología digital y sus efectos en la experiencia y comportamiento sociales.

## Reconocimientos
En 2005 su novela Babyji recibió el Premio Literario Lambda de Ficción Lésbica, que reconoce la excelencia en libros de temática LGBTIQ+. Al año siguiente, en 2006, la misma novela recibió el Premio Stonewall por la Asociación Americana de Bibliotecas que reconoce anualmente obras LGBTIQ+.

## Obra

### Novelas
- Miniplanner (2000) (publicado en India por Penguin Books con el título The Three of Us)
- Babyji (2005) (ganador del premio Stonewall Book Award y el Lambda Literary Award, 2006)[14]
- That Summer in Paris (2006)[15]
- Family Values (2011)
- Sensorium (2012)
- Madison Square Park (2016)

### Cuentos
- The Good King in Menon, Anil; Singh, Vandana (2014). Breaking the Bow: Speculative Fiction Inspired by the Ramayana. Zubaan Books. p. 47. ISBN 9789383074174.